# Віллі ван де Керкгоф
Вільгельмус «Віллі» Антоніус ван де Керкгоф (нід. Wilhelmus Antonius van de Kerkhof, МФА: [ʋɪl.ˈɦɛl.mʏs ˈʋɪli ɑn.ˈtoː.ni.jʏs vɐn də ˈkɛr(ə)k.ɦɔf], нар. 16 вересня 1951, Гелмонд) — нідерландський футболіст, півзахисник.
Насамперед відомий виступами за клуб ПСВ, а також національну збірну Нідерландів. Значну частину кар'єри у клубах та збірній провів разом з братом Рене.
Шестиразовий чемпіон Нідерландів. Триразовий володар Кубка Нідерландів. Володар Кубка УЄФА. Переможець Ліги чемпіонів УЄФА. Включений до переліку «125 найкращих футболістів світу» (відомого як «ФІФА 100»), складеного у 2004 році на прохання ФІФА до сторіччя цієї організації легендарним Пеле.

## Клубна кар'єра
Вихованець футбольної школи клубу «Твенте». Дорослу футбольну кар'єру розпочав 1970 року в основній команді того ж клубу, в якій провів три сезони, взявши участь у 93 матчах чемпіонату. 
1973 року перейшов до клубу ПСВ, за який відіграв 15 сезонів.  Більшість часу, проведеного у складі ПСВ, був основним гравцем команди. Завершив професійну кар'єру футболіста виступами за команду «ПСВ Ейндговен» у 1988 році

## Виступи за збірну
1973 року дебютував в офіційних матчах у складі національної збірної Нідерландів. Протягом кар'єри у національній команді, яка тривала 14 років, провів у формі головної команди країни 63 матчі, забивши 5 голів.
У складі збірної був учасником чемпіонату світу 1974 року у ФРН, де разом з командою здобув «срібло», чемпіонату Європи 1976 року в Італії, на якому команда здобула бронзові нагороди, чемпіонату світу 1978 року в Аргентині, де разом з командою здобув «срібло», чемпіонату Європи 1980 року в Італії.

## Титули і досягнення
- Чемпіон Нідерландів (5):

«ПСВ»:  1974–75, 1975–76, 1977–78, 1985–86, 1986–87, 1987–88
- Володар Кубка Нідерландів (3):

«ПСВ»:  1973–74, 1975–76, 1987–88
- Володар Кубка УЄФА (1):

«ПСВ»: 1977-78
- Володар Кубка чемпіонів УЄФА (1):

«ПСВ»:  1987–88
- Віце-чемпіон світу: 1974, 1978

### Особисті
- ФІФА 100 (125 найкращих гравців світу за версією Пеле)